# Ольхи (Ухоловский район)
Ольхи — село в России, расположено в Ухоловском районе Рязанской области. Является административным центром Ольховского сельского поселения.

## География
Село Ольхи находится примерно в 5 км к северо-западу от Ухолово.

## История
Деревня Толстые Ольхи впервые упоминается в 1676 году в составе прихода Покровской церкви в селе Покровское. В 1701 году в селе Толстые Ольхи была освящена Покровская церковь. 
В 1905 году село входило в состав Ясеневской волости Ряжского уезда и имело 348 дворов при численности населения 2439 человек.

## Население
| 1859 | 1897  | 1906  | 2010 |
| ---- | ----- | ----- | ---- |
| 1439 | ↗2149 | ↗2439 | ↘367 |

## Транспорт и связь
В селе имеется одноимённое сельское отделение почтовой связи (индекс 391922).

## Известные уроженцы
Присягин, Иван Вонифатьевич (1885 - 1918) — русский революционер, большевик.